# Шэньму
Шэньму́ (кит. упр. 神木, пиньинь Shénmù) — городской уезд городского округа Юйлинь провинции Шэньси (КНР). Название означает «волшебные деревья» и связано с имеющимися в уездном центре тремя древними соснами, посаженными ещё при империи Тан.

## География
В уезде расположен природный заповедник Хунцзяньнао, в котором гнездятся реликтовые чайки.

## История
В 1976 году на этих землях был обнаружен город эпохи неолита Шимао: его возраст — ок. 4300 лет, он просуществовал около 500 лет, его территория достигала 400 га.
При империи Западная Хань в 190 году до н. э. в этих местах были созданы уезды Яньян (言阳县), Яньинь (言阴县) и Байту (白土县); при империи Восточная Хань они прекратили своё существование, так как эти земли надолго перешли под власть кочевых народов.
При империи Северная Вэй в южной части современного уезда был создан уезд Шичэн (石城县). При империи Северная Чжоу в 562 году он был переименован в Иньчэн (银城县). Затем эти места захватила Западная Вэй, но потом они опять вернулись к Северной Чжоу. В конце империи Суй уезд Иньчэн был расформирован.
При империи Тан в 628 году уезд Иньчэн был создан вновь. В 634 году в северной части современного уезда был создан уезд Ляньгу (连谷县). В 714 году в северной части современного уезда был создан уезд Синьцинь (新秦县), а в 719 году из уезда Синьцинь был выделен уезд Телинь (铁麟县). В 724 году в уезде Синьцинь разместились власти области Линьчжоу (麟州). В 726 году область Линьчжоу и уезды Синьцинь и Телинь были расформированы. В 742 году уезд Синьцинь был создан вновь, а в 758 году была вновь образована область Линьчжоу, в которую вошли уезды Ляньгу, Синьцинь и Иньчэн.
При империи Сун в 967 году область Линьчжоу была преобразована в Цзяньнинский военный округ (建宁军), но потом возвращена в прежний статус. В 989 году область была преобразована в Чжэньсиский военный округ (镇西军). В 1114 году уезды Иньчэн и Ляньгу были присоединены к уезду Синьцинь. Впоследствии эти места стали ареной соперничества между китайской империей Сун, тангутским государством Си Ся и чжурчжэньской империей Цзинь. В составе империи Цзинь в 1226 году в южной части современного уезда были созданы уезды Мичуань (弥川县) и Тайхэ (太和县).
После монгольского завоевания в 1269 году был создан уезд Шэньму, к которому был присоединён уезд Тайхэ; уезд Мичуань был расформирован, а его земли перешли под управление областных структур.
При империи Мин в 1373 году уезд Шэньму был расформирован, и осталось лишь Шэньмуское укрепление (神木堡), подчинённое Юйлиньскому гарнизону (榆林卫). В 1381 году уезд Шэньму был образован вновь.
В конце 1930-х годов эти земли частично перешли под контроль коммунистов, и в 1937 году на стыке уездов Шэньму и Фугу в составе Шэньси-Ганьсу-Нинсяского советского района был создан уезд Шэньфу (神府县). В 1950 году был образован Специальный район Юйлинь (榆林专区), и уезд Шэньму, к которому была присоединена часть земель расформированного уезда Шэньфу, вошёл в его состав. В 1958 году уезд Фугу был присоединён к уезду Шэньму, но в 1961 году был воссоздан. В 1968 году Специальный район Юйлинь был переименован в Округ Юйлинь (榆林地区).
В 1999 году постановлением Госсовета КНР были расформированы округ Юйлинь и городской уезд Юйлинь, и был образован городской округ Юйлинь.
В апреле 2017 года уезд Шэньму был преобразован в городской уезд.

## Административное деление
Городской уезд делится на 15 посёлков.